# Litania – The Music of Krzysztof Komeda
Litania – The Music of Krzysztof Komeda från 1997 är ett musikalbum med den polske trumpetaren Tomasz Stańko. På albumet medverkar för övrigt enbart nordiska musiker.

## Låtlista
All musik är skriven av Krzysztof Komeda.
1. Svantetic  – 11:05
2. Sleep Safe and Warm [version 1] – 3:12
3. Night-Time, Daytime Requiem – 21:51
4. Ballada – 4:18
5. Litania – 6:55
6. Sleep Safe and Warm [version 2] – 2:47
7. Repetition – 3:57
8. Ballad for Bernt – 3:45
9. The Witch – 5:29
10. Sleep Safe and Warm [version 3] – 2:06

Svantetic är tillägnad Svante Foerster
Sleep Safe and Warm är från Roman Polańskis Rosemarys baby
Night-Time, Daytime Requiem är tillägnad John Coltrane
Ballada är från Roman Polańskis Kniven i vattnet 
Ballad for Bernt är från Roman Polańskis Kniven i vattnet och tillägnad Bernt Rosengren

## Medverkande
- Tomasz Stańko – trumpet
- Bernt Rosengren – tenorsax
- Joakim Milder – tenor- & sopransax
- Terje Rypdal – elgitarr (spår 6, 9, 10)
- Bobo Stenson – piano
- Palle Danielsson – bas
- Jon Christensen – trummor